# (32267) Hermannweyl
(32267) Hermannweyl est un astéroïde de la ceinture principale.

## Description
(32267) Hermannweyl est un astéroïde de la ceinture principale. Il fut découvert le 1er août 2000 à Prescott (Arizona) par Paul G. Comba. Il présente une orbite caractérisée par un demi-grand axe de 2,79 UA, une excentricité de 0,08 et une inclinaison de 15,9° par rapport à l'écliptique.

## Compléments